# Omar Khribin
Omar Khribin (arabisch عمر خريبين; * 15. Januar 1994 in Damaskus) ist ein syrischer Fußballspieler.

## Karriere

### Verein
Omar Khribin erlernte das Fußballspielen in der Jugendmannschaft von al-Wahda in der syrischen Hauptstadt Damaskus. Hier unterschrieb er im Juli 2011 auch seinen ersten Vertrag. Der Verein spielte in der ersten syrischen Liga. Hier stand er bis Dezember 2015 unter Vertrag. Von Juli 2013 bis Juni 2014 wurde er an den irakischen Erstligisten al-Quwa al-Dschawiya ausgeliehen. Mit dem Verein aus Bagdad spielte er in der ersten irakischen Liga. Direkt im Anschluss wurde er an den ebenfalls in der irakischen Liga spielenden Al-Mina'a SC ausgeliehen. Am 1. Januar 2016 zog es ihn in die Vereinigten Arabischen Emirate, wo er sich dem in der ersten Liga spielenden al-Dhafra aus Madinat Zayed anschloss. Von Januar 2017 bis Juni 2017 wechselte er für eine Leihgebühr von 1,20 Millionen Euro zum al-Hilal nach Saudi-Arabien. Der Verein spielte in der höchsten Liga des Landes, der Saudi Professional League. Nach Ende der Ausleihe wurde er von al-Hilal für eine Ablösesumme von 5 Millionen Euro am 1. Juli 2017 fest unter Vertrag genommen. Das erste Halbjahr 2019 wurde er an den ägyptischen Verein Pyramids FC nach Kairo ausgeliehen. Im Juli 2019 kehrte er aus Ägypten zurück. Mit al-hilal gewann er 2017, 2018 und 2020 die saudische Meisterschaft. Den King Cup gewann er 2017 und 2020. 2018 ging er mit dem Verein im Supercup gegen den Ittihad FC als Sieger vom Platz. Die AFC Champions League gewann er 2019. al-Wahda (Abu Dhabi) aus den Vereinigten Arabischen Emiraten verpflichtete ihn im Januar 2021.

### Nationalmannschaft
Omar Khribin spielt seit 2012 in der syrischen Nationalmannschaft.

## Erfolge
al-Hilal (Saudi-Arabien)
- Saudi Professional League: 2017, 2018, 2020
- King Cup: 2017, 2020
- Supercup: 2018
- AFC Champions League: 2019

## Auszeichnungen
AFC Champions League
- Torschützenkönig: 2017 (10 Tore)